# Digavagollapalli, Bagepalli
Digavagollapalli là một làng thuộc tehsil Bagepalli, huyện Kolar, bang Karnataka, Ấn Độ.